# Anna Józefina Lubieniecka
Anna Józefina Lubieniecka, pseud. Józefina, niegdyś znana jako Lari Lu (ur. 18 marca 1988 w Kielcach) – polska piosenkarka, autorka tekstów i kompozytorka. W latach 2007–2010 solistka w zespole Piotra Rubika, w latach 2010–2013 wokalistka formacji Varius Manx.

## Życiorys
W 2004 wystąpiła w musicalu Janusza Józefowicza Romeo i Julia wystawianym w Studio Buffo. Zagrała także w spektaklach Młody Faust i Ecce Homo Teatru im. Stefana Żeromskiego w Kielcach, jak też w Młodym Fauście po niemiecku realizowanym w Niemczech.
W 2005 dzięki interpretacji piosenki „Here I Am” zwyciężyła w odcinku programu Szansa na sukces z udziałem zespołu Wilki. W 2006 ponownie wystąpiła w Szansie na sukces, tym razem w odcinku z Beatą Kozidrak, w którym zaśpiewała utwór „Złota brama”. W 2007 wykonała utwór „Psalm dla Ciebie” w odcinku Szansy na sukces z Piotrem Rubikiem, a po zwycięstwie w finale 14. edycji programu dzięki wykonaniu utworu Wilków „Eli lama Sabachtani” wzięła udział w koncercie „Debiutów” podczas Krajowego Festiwalu Piosenki Polskiej w Opolu, na którym również zajęła pierwsze miejsce.
Od maja 2007 do lutego 2010 była solistką w zespole Piotra Rubika, a także uczestniczyła w nagraniach jego płyty pt. Santo Subito, a w 2009 nagrała utwór „Chociaż raz” z jego albumu pt. RubikOne. W lutym 2010 została wokalistką Varius Manx, z którym 21 marca 2011 wydała album pt. Eli. W maju 2013 odeszła z zespołu.
W listopadzie 2014, pod pseudonimem Lari Lu, wydała debiutancki album studyjny pt. 11. 11 listopada 2020 wzięła udział w telewizyjnym koncercie z okazji Narodowego Święta Niepodległości. 18 grudnia 2020 opublikowała na serwisie YouTube teledysk do świątecznej piosenki „Pod pierwszą z gwiazd”, którą prapremierowo wykonała dzień wcześniej w programie Dzień dobry TVN. W 2022 napisała utwór „Tylko Ty i ja” na czwarty solowy album studyjny Dody pt. Aquaria. W 2024 zasiadła w jury programu Szansa na sukces. Eurowizja Junior 2024.

## Dyskografia
Albumy solowe
| Tytuł | Dane dot. albumu                                                                                  |
| ----- | ------------------------------------------------------------------------------------------------- |
| 11    | - Data: 17 listopada 2014 - Wydawca: Innersong/Warner Music Poland - Format: CD, digital download |

Single
| Tytuł                        | Rok  | Pozycje na listach | Pozycje na listach | Album |
| Tytuł                        | Rok  | RDC                | SLiP               | Album |
| ---------------------------- | ---- | ------------------ | ------------------ | ----- |
| „Nad ziemią”                 | 2014 | 17                 | —                  | 11    |
| „Ha Ha”                      | 2015 | —                  | —                  | 11    |
| „Serce”                      | 2015 | —                  | —                  | 11    |
| „Rana”                       | 2016 | —                  | —                  | 11    |
| „Vetur”                      | 2017 | —                  | —                  | —     |
| „Pod pierwszą z gwiazd”      | 2020 | —                  | —                  | —     |
| „Wilcze serce”               | 2021 | 4                  | 27                 | —     |
| „Kill This Love”             | 2022 | —                  | —                  | —     |
| „Głód” (gościnnie: Wojtek)   | 2023 | —                  | —                  | —     |
| „Kubański rum”               | 2023 | —                  | 28                 | —     |
| „—” singel nie był notowany. |      |                    |                    |       |

Inne
| Album                                        | Rok  | Uwagi | Źródło |
| -------------------------------------------- | ---- | --- | ------ |
| Piotr Rubik – Habitat, moje miejsce na ziemi | 2008 | śpiew w utworach „Nieśmiertelności nie odbierze nam Bóg”, „Jak pieśni Papuszy”, „To cała prawda”, „Świat się nie kończy” i „Kocham żyć” | [ 11 ] |
| Piotr Rubik – RubikOne                       | 2009 | śpiew w utworze „Chociaż raz” | [ 12 ] |
| Piotr Rubik – Santo Subito                   | 2009 | śpiew w utworach „Okna Krakowa”, „W Niegowici śniegu wici”, „Papież – Pielgrzym” i „Łódź to barka, a barka to Łódź”                     | [ 13 ] |
| Varius Manx – Eli                            | 2011 | śpiew, słowa; członkini zespołu | [ 14 ] |
| United States of Beta – Poles jazz the World | 2013 | śpiew w utworze „Mothers and Children”                                                                                                  | [ 15 ] |
| Święci z Doliny Niniwy (ścieżka dźwiękowa)   | 2018 | śpiew w utworze „Niebo zgwałconych aniołów”                                                                                             | [ 16 ] |

## Teledyski
| Tytuł        | Rok  | Reżyseria                          | Album | Źródło |
| ------------ | ---- | ---------------------------------- | ----- | ------ |
| „Nad ziemią” | 2014 | Dorota Piskor                      | 11    | [ 17 ] |
| „Ha Ha”      | 2015 | Michał Braum                       | 11    | [ 18 ] |
| „Serce”      | 2015 | Jędrzej Guzik                      | 11    | [ 19 ] |
| „Rana”       | 2016 | Adam Romanowski, Katarzyna Sawicka | 11    | [ 20 ] |